# Ocellotocepheus tuberculatus
Ocellotocepheus tuberculatus är en kvalsterart som beskrevs av Sandór Mahunka 1989. Ocellotocepheus tuberculatus ingår i släktet Ocellotocepheus och familjen Otocepheidae. Inga underarter finns listade i Catalogue of Life.